# 小行星2809
小行星2809（2809 Vernadskij）是一颗围绕太阳公转的小行星。1978年8月31日，尼古拉·切爾尼赫在克里米亚发现了此天体。
該小行星以俄羅斯地球化學家和礦物學家弗拉迪米爾·維爾納茨基命名。
这颗小行星的绝对星等为348.58264等。